# MTV Short
MTV Short is de algemene benaming voor korte filmpjes die de Amerikaanse muziek- en lifestylezender MTV sinds de jaren 80 uitzendt in zijn reclameblok, tussen de reguliere uitzendingen door. Bekende voorbeelden, afkomstig uit de Verenigde Staten, zijn onder meer Beavis and Butt-head, Invincible en Puberty. Ook MTV Europe kent zijn eigen shorts: Das ist so Togo en Deutschland Liebt Günther waren midden jaren 00 een grote hit. In Nederland en West-Europa worden de meeste shorts bedacht door het productiebedrijf John Doe.

## MTV Shorts
- Beavis and Butt-head
- Das ist so Togo
- Deutschland Liebt Günther
- MTV Oooh
- Puberty
- The Best of the Best
- The Lonely Island Spring break '88